# August Wilhelm Bach
August Wilhelm Bach (* 4. Oktober 1796 in Berlin; † 15. April 1869 ebenda) war ein deutscher Komponist, Organist und Musikpädagoge.

## Leben und Wirken
August Wilhelm Bach war nicht verwandt mit der Familie von Johann Sebastian Bach. Sein Vater Gottfried Bach, Organist an der Berliner Dreifaltigkeitskirche, war sein erster Musiklehrer, und er begleitete ihn bei seinen kirchlichen Diensten. Nach dem Besuch des Gymnasiums war er um 1813 in einem vornehmen Haushalt außerhalb Berlins als privater Musiklehrer tätig. Nach dem Tod seines Vaters 1814 kehrte er nach Berlin zurück, weil er sich Hoffnung auf die Nachfolge seines Vaters an der Dreifaltigkeitskirche machte, bekam dann aber die Organistenstelle an der Berliner Gertraudenkirche. Seine musikalische Ausbildung setzte er bei Carl Friedrich Zelter (Kontrapunkt und Fuge) und Ludwig Berger (Klavier) fort, später bei Carl Wilhelm Henning im Fach Violine. Im Jahr 1815 wurde er Mitglied der Berliner Singakademie und im Oktober 1816 Organist an der Berliner Marienkirche. In den folgenden Jahren erweiterte er seine Kenntnisse durch Reisen und durch das Studium von Sprachen. Von 1819 bis 1820 hatte er noch Unterricht bei Michael Gotthard Fischer. Im Jahr 1819 war er eines der ersten Mitglieder an Bergers neu gegründeter Jüngeren Liedertafel.
Bach erhielt 1820 einen Ruf als Musikdirektor und Lehrer nach Stettin, den er aber ablehnte; dieser Vorgang verhalf ihm zu einer Anstellung als Lehrer für Orgelspiel und Musiktheorie an dem von Zelter neu gegründeten königlichen Institut für Kirchenmusik in Berlin ab 1822, was mit dem Titel eines Musikdirektors verbunden war. Im Jahr 1826 wurde er dazu noch Commissarius in der Königlichen Orgelbaudeputation zur Überwachung der Orgelbauvorhaben in Preußen. Dies verschaffte ihm einen großen Überblick und weiteren Einfluss. Von ihm ist ein kurzer Orgel-Leitfaden in mehreren Exemplaren überliefert, welcher einen Einblick in gebaute Instrumente und Orgelbauer seiner Zeit gibt. Nach dem Tod von Carl Friedrich Zelter 1832 wurde Bach sein Nachfolger als Direktor des Instituts für Kirchenmusik und blieb dort bis an sein Lebensende. Die königliche Akademie der Künste ernannte ihn 1833 zum Lehrer und Mitglied des Senats; er unterrichtete dort in der Abtheilung für musikalische Composition Musiktheorie und Kompositionslehre. 1845 wurde er mit dem preußischen Orden des Roten Adlers 4. Klasse ausgezeichnet; 1858 wurde er noch zum königlichen Professor ernannt. Bach starb in Berlin im April 1869 mit 72 Jahren und wurde auf dem St.-Marien- und St.-Nikolai-Friedhof I im Ortsteil Prenzlauer Berg beigesetzt.

## Bedeutung
Bach gehörte zu den einflussreichsten Persönlichkeiten des Berliner Musiklebens im zweiten Drittel des 19. Jahrhunderts, als Lehrer und auch als anerkannter Orgelvirtuose, Orgelsachverständiger und Orgelgutachter. Seit 1832 hatte er außerdem viele bekannte Musiker der aufblühenden Residenzstadt als Schüler, unter ihnen Felix Mendelssohn Bartholdy, Julius Stern, Otto Nicolai und Karl August Haupt. Auf seine Initiative hin befasste sich die Akademie der Künste mit der Diskrepanz zwischen Kammerton und Orgelton mit dem Ziel, eine Lösung dafür zu finden. Als Organist setzte er sich besonders für die Werke von Johann Sebastian Bach ein. Seine eigenen Kompositionen können dagegen weniger Interesse beanspruchen. In seinen Chor- und Instrumentalwerken und in seinen Orgelstücken versuchte er, eine akademisch-nüchterne Strenge mit dem gängigen Zeitgeschmack süßlicher Lyrik zu verbinden. Hier kann er als Vertreter der so genannten Berliner Akademiker gelten. Auch in seinen Orgelkompositionen kommt er über eine epigonale, der älteren Tradition verpflichtete Tonsprache nicht hinaus. Sein umfangreichstes Werk, das Oratorium Bonifacius, der deutsche Apostel, wurde von einem zeitgenössischen Kritiker recht zutreffend als „Mischmasch aus Oper und Kirche“ bezeichnet. Dagegen hatten seine beiden Choralbücher sowie seine um 1830 erschienene dreiteilige Sammlung Der practische Organist einen lang anhaltenden Erfolg, der weit über seinen Tod hinaus anhielt.

## Werke
- Eigene Vokalkompositionen
  - „Dem Unendlichen“, Ode für Bass-Solo und gemischten Chor mit Orchester nach einem Text von Friedrich Gottlieb Klopstock, Manuskript, Uraufführung 1832
  - „Bonifacius, der deutsche Apostel“, Oratorium in drei Teilen für Soli, gemischten Chor und Orchester nach einem Text von August Kahlert, Manuskript, Uraufführung 1837
  - „Der 100. Psalm »Jauchzet dem Herrn alle Welt«“ für Männerchor und Orchester, erschienen bei Trautwein, Berlin 1840, Uraufführung 1841
  - Zahlreiche Kantaten, geistliche wie weltliche Chorwerke und Gesänge
- Vokalmusikalische Bearbeitungen
  - „Choralbuch für das Gesangbuch zum gottesdienstlichen Gebrauch für evangelische Gemeinden bearbeitet“, erschienen bei Trautwein, Berlin 1830
  - „Choralbuch, die gebräuchlichsten Melodien enthaltend, mit kurzen und leichten Zwischenspielen“, erschienen bei Trautwein, Berlin 1834
- Instrumentalmusik
  - „Orgelstücke verschiedener Art“, drei Hefte, erschienen bei Breitkopf & Härtel, Leipzig 1823
  - „Der practische Organist“, drei Teile, erschienen bei Trautwein, Berlin etwa 1830
  - „Orgelstücke für das Concert, als Anhang zu dem practischen Organisten“, erschienen bei Trautwein, Berlin ohne Jahreszahl
  - Zahlreiche Präludien, Postludien, Fantasien, Voluntaries und Fugen für Orgel
  - Einige Klavier-, Kammermusik- und Orchesterkompositionen
- Lehrwerk
  - „Kurzgefasste Elementar-Gesangslehre“, Berlin 1858